# Дунав арена
Дунав арена (мађ. Duna Aréna) или незванично Дагаљи арена (мађ. Dagály Úszóaréna) вишенаменски је спортски комплекс намењем воденим спортовима спортовима у Будимпешти, главном граду Мађарске. Дворана је грађена у периоду од маја 2015. до септембра 2017. године по плановима архитекте Ференца Марцела.
Арена Дунав садржи два олимпијска базена, базен за скокове у воду и један 25-метарски базен намењен тренинзима спортиста. Капацитет трибина је 5.000 сталних и још 8.000 привремених седећих места. Висина објекта је 44 метра, а корисна површина око 50.000 м2.
Наменски је изграђена за потребе Светског првенства у воденим спортовима чији је Будимпешта била домаћин 2017. године.